# Esclanèdes
Esclanèdes ist eine französische Gebirgsgemeinde mit 428 Einwohnern (Stand 1. Januar 2022) im Département Lozère in der Region Okzitanien.

## Geographie
Esclanèdes liegt im Zentralmassiv im Nationalpark Cevennen auf dem Causse de Sauveterre im Tal des Flusses Lot, 105 Kilometer nordwestlich von Montpellier und 12 Kilometer südwestlich von Mende. Nachbargemeinden von Esclanèdes sind Grèzes im Nordwesten, Cultures im Osten, Balsièges im Südosten und Chanac im Südwesten. Das Gemeindegebiet umfasst 1251 Hektar, die mittlere Höhe beträgt 814 Meter über dem Meeresspiegel, die Mairie steht auf einer Höhe von 644 Metern.
Esclanèdes ist einer Klimazone des Typs Cfb (nach Köppen und Geiger) zugeordnet: Warmgemäßigtes Regenklima (C), vollfeucht (f), wärmster Monat unter 22 °C, mindestens vier Monate über 10 °C (b). Es herrscht Seeklima mit gemäßigtem Sommer.

## Geschichte
Zu Beginn der Hugenottenkriege (1562–1598) wurde die Kirche Saint-Hippolyte, die dem Heiligen Hippolyt von Rom geweiht ist, von Hugenotten niedergebrannt und erst 1630 wieder aufgebaut. 

## Bevölkerungsentwicklung
| Jahr      | 1962 | 1968 | 1975 | 1982 | 1990 | 1999 | 2011 | 2018 |
| Einwohner | 271  | 256  | 218  | 200  | 217  | 250  | 322  | 398  |

## Sehenswürdigkeiten
Über den Lot führt eine gotische Brücke, die den Ortsteil Esclanèdes mit dem Ortsteil Le Bruel verbindet. Ihr Bau wurde vom Bischof von Mende François de La Rovère († 1524) in Auftrag gegeben.
Das Château de Marance befindet sich heute im Privatbesitz. Ursprünglich hieß der Ort, an dem es steht, Amaranza, ein Bauernhof von Amaranza wurde 1389 urkundlich erwähnt. Das Schloss selbst stammt aus dem 17. Jahrhundert, der heutige Bauernhof wurde erst im 18. oder 19. Jahrhundert erbaut.
Die Kirche Saint-Hippolyte stammt aus dem 13. Jahrhundert, wurde 1562 niedergebrannt und 1630 wiederaufgebaut. Die Sakristei wurde 1721 hinzugefügt. Der Kirchturm wurde erst im 19. Jahrhundert gebaut. In der Kirche befinden sich mehrere Kunstwerke aus dem 18. und 19. Jahrhundert.

## Wirtschaft

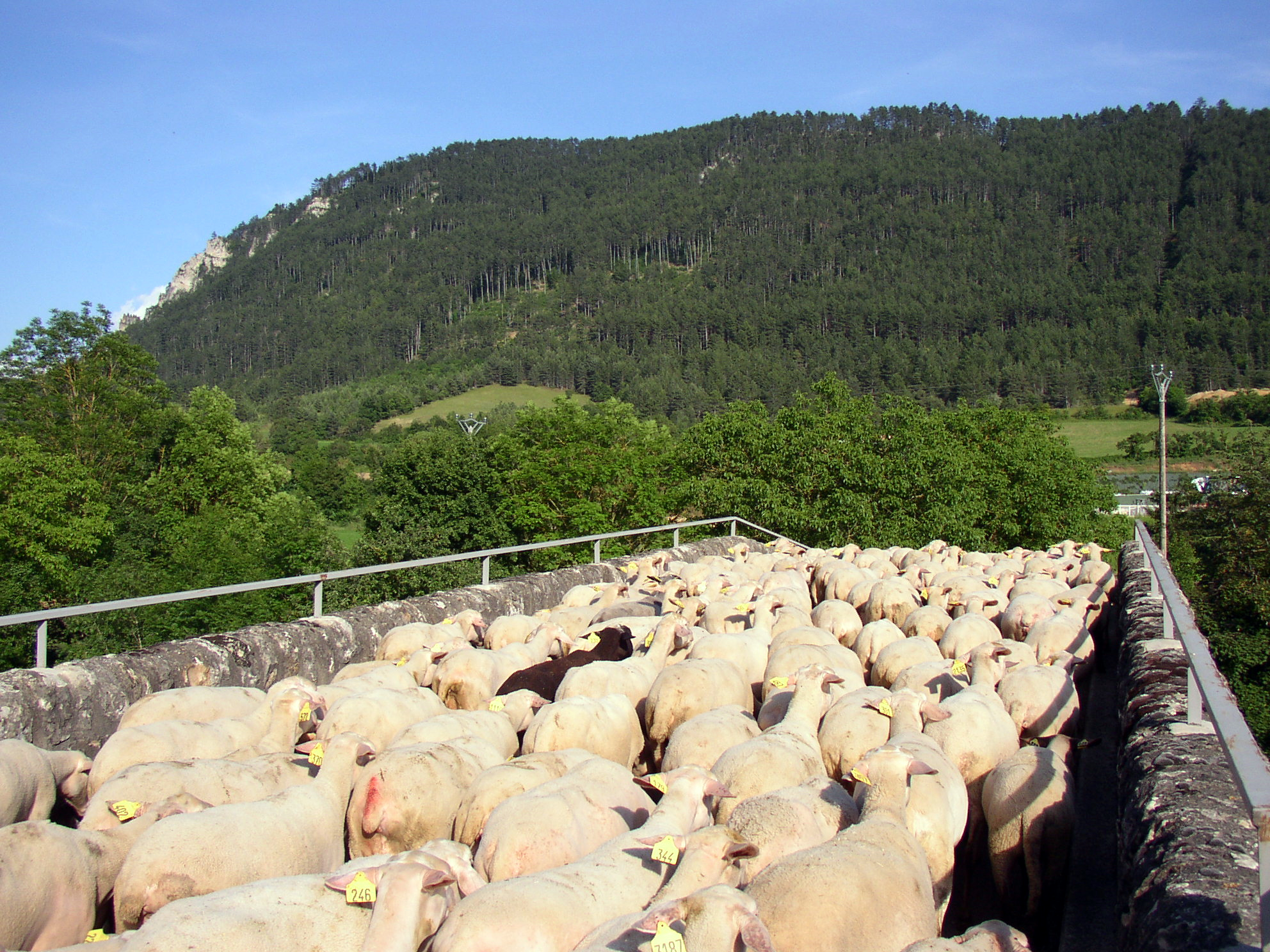
Schafe auf einer Brücke in Esclanèdes

Wichtige Erwerbszweige in Esclanèdes sind Handel, Transportwesen, Industrie und Landwirtschaft (Zucht von Hausschafen und Geflügel sowie Fleischwirtschaft). Auf dem Gemeindegebiet gelten kontrollierte Herkunftsbezeichnungen (AOC) für Bleu des Causses und Roquefort (Käse) sowie geschützte geographische Angaben (IGP) für Rindfleisch (Génisse Fleur d’Aubrac), Geflügel (Volailles du Languedoc) und Lammfleisch (Agneau de Lozère). Genisse werden junge weibliche Kühe genannt, die noch nicht gekalbt haben. Die Génisse Fleur d’Aubrac hat eine Aubrac-Mutter und einen Charolais-Vater.